# McQ
McQ és una pel·lícula policíaca estatunidenca dirigida per John Sturges, estrenada el 1974. Ha estat doblada al català.

## Argument
Lon McQ (John Wayne), un tinent de la policia de Seattle investiga sobre l'homicidi del seu col·lega, que es suposa ha estat mort per uns hippies: McQ sospita d'un traficant, Manny Santiago de ser darrere d'aquest homicidi.

## Repartiment
- John Wayne: John McQ
- Eddie Albert: el capità Kosterman
- Diana Muldaur: Lois
- Jim Watkins: J. C. Davis
- Al Lettieri: Manny Santiago
- Clu Gulager: El tinent Franklin Toms
- David Huddleston: Pinky
- Colleen Dewhurst: Myra
- Julie Adams: Elaine
- Roger E. Mosley: Rosey
- William Bryant: Stan Boyle
- Richard Kelton: Radical
- Joe Tornatore: Freddy LaSalle
- Kim Sanford: Ginger
- Dick Friel: Bob Mahoney
- Richard Eastham: Walter Forrester

## Comentaris[calcitació]
- Acceptant rodar aquesta pel·lícula, John Wayne reconeixia el declivi del western: "Tenia ganes de canviar una mica, va declarar llavors. Naturalment, el meu estil, és la pel·lícula d'acció i avui, la pel·lícula d'acció, és la pel·lícula policíaca amb un policia despietat".
- Algun temps abans, John Wayne havia refusat el paper de Harry Callahan, que havia de fer finalment Clint Eastwood en la pel·lícula Harry el brut, dirigida per Don Siegel.